# His Hero Is Gone
His Hero Is Gone war eine US-amerikanische Crust-Punk-Band.

## Geschichte
Die Band wurde 1995 in Memphis (Tennessee) gegründet und hatte einen großen Einfluss auf Bands aus dem Hardcore- und Crustbereich. Charakteristisch für die Musik sind die krachenden Gitarren und konsum- und gesellschaftskritische Texte. „His Hero Is Gone“ tourten mehrfach durch die USA, Europa und Japan, lehnten aber jegliche Form der Werbung für die Band ab, so gab es nie eine offizielle Webseite und sie waren auch nie bei einem größeren Label unter Vertrag. Die Band löste sich 1999 auf und die ehemaligen Mitglieder gründeten neue Bands, unter anderem Tragedy, bei welcher drei ehemalige HHIG-Mitglieder spielen, des Weiteren sind auch Deathreat und Severed Head of State zu nennen.

## Diskografie
- 1995: Dead of Night in Eight Movements (7")
- 1996: Fifteen Counts of Arson (LP)
- 1997: Monuments to Thieves (LP)
- 1997: Fool's Gold (7")
- 1998: Split-EP mit Union of Uranus (LP)
- 1999: The Plot Sickens: Enslavement Redefined (LP)